# Piculus
Piculus  es un género de aves piciformes perteneciente a la familia Picidae que agrupa a especies nativas del Neotrópico donde se distribuyen desde Honduras a través de América Central y del Sur hasta el norte de Argentina. A sus miembros se les conoce por el nombre popular de carpinteros.

## Lista de especies
Según la clasificación del Congreso Ornitológico Internacional (IOC Versión 6.4, 2016), y Clements Checklist v.2015 este género agrupa a las siguientes especies con su respectivo nombre común de acuerdo con la Sociedad Española de Ornitología (SEO):
- Piculus simplex (Salvin), 1870 - carpintero alirrufo;
- Piculus callopterus (Lawrence), 1862 - carpintero panameño;
- Piculus leucolaemus (Natterer & Malherbe), 1845 - carpintero gorgiblanco;
- Piculus litae (Rothschild), 1901 - carpintero de Lita;
- Piculus flavigula (Boddaert), 1783 - carpintero gorgigualdo;
- Piculus chrysochloros (Vieillot), 1818 - carpintero verdiamarillo;
- Piculus aurulentus (Temminck), 1821 - carpintero cejigualdo.

## Taxonomía
Las especies anteriormente pertenecientes a este género: Piculus rubiginosus, Piculus rivolii y Piculus auricularis fueron transferidas a Colaptes con los nombres Colaptes rubiginosus, Colaptes rivolii y Colaptes auricularis con base en los estudios genéticos de Webb & Moore 2005, Benz et al. 2006 y Moore et al. 2011 y siguiendo la aprobación de la Propuesta N° 265 al South American Classification Committee (SACC).
Los estudios morfológicos y taxonómicos de Del-Rio et al. 2013,  concluyeron que el complejo Piculus chysochloros se compone de seis especies válidas, antes consideradas las subespecies P. chrysochloros capistratus, P. chrysochloros paraensis, P. chrysochloros laemostictus, P. chrysochloros polyzonus y P. chrysochloros xanthochloros, además de la subespecie nominal. El Comité Brasileño de Registros Ornitológicos (CBRO) en la Lista de Aves de Brasil - 2015 elevó al rango de especie a las 4 subespecies que ocurren en Brasil:
- Piculus capistratus (Mahlerbe), 1862
- Piculus paraensis Todd, 1937
- Piculus laemostictus (Snethlage), 1907
- Piculus polyzonus (Valenciennes), 1826

Este cambio taxonómico no ha sido reconocido por otras clasificaciones.